# Aidos perfusa
Aidos perfusa is een vlinder uit de familie van de Aididae. De wetenschappelijke naam van de soort is voor het eerst geldig gepubliceerd in 1905 door Schaus.